# Essouvert
Essouvert é uma comuna francesa na região administrativa da Nova Aquitânia, no departamento de Charente-Maritime. Estende-se por uma área de 30.23 km². Em 2010 a comuna tinha 1 214 habitantes (densidade: 40,2 hab./km²).
Foi criada em 1 de janeiro de 2016, a partir da fusão das antigas comunas de Saint-Denis-du-Pin e La Benâte.